# Október 19.
Október 19. az év 292. (szökőévben 293.) napja a Gergely-naptár szerint. Az évből még 73 nap van hátra.
Névnapok: Nándor + Alárd, Berény, Federika, Ferdinánd, Fernandó, Frida, Friderika, Izsák, Joel, Laura, Lauretta, Lora, Lorella, Lorett, Lúciusz, Pál, Pável, Péter, Pető, Pósa

## Események
- i. e. 202 – A zamai csatában a Római Köztársaság döntő győzelmet arat a Hannibal vezette karthágóiak ellen, ezzel véget ér a második pun háború.
- 1287 – VII. Bohemund gyermektelen halálával a húga, Lúcia megörökölte a Tripoliszi Grófságot, valamint az antiochiai hercegi címet. Lúcia ekkor a Nápolyi (Szicíliai) Királyságban tartózkodott, így Bohemond és Lúcia anyjának, Szibilla özvegy fejedelemnének ajánlották fel a kormányzást, aki már fia kiskorúsága idején is vitte a kormányrudat, de nézeteltérés alakult ki a hercegné és a város vezetése között, ezért Szibilla lemondott a hatalomról, és hazájába, Kis-Örményországba távozott.
- 1448 – A második rigómezei csatában Hunyadi János hadereje,  Brankovics György szerb despota árulása révén súlyos vereséget szenved a II. Murád szultán vezette török haderőtől. Hunyadi maga is Brankovics fogságába kerül.
- 1466– A második thorni béke a Lengyel királyság és a teuton lovagok közt. (Ez a szerződés az 1454 és 1466 között zajló tizenhárom éves háborúnak vetett véget.)[1]
- 1505 – II. Ferdinánd aragóniai király eljegyzi Foix Germána navarrai királyi hercegnőt Blois-ban.
- 1587 – I. Ferdinánd nagyherceg irányítja Toszkánát.
- 1781 – A yorktowni csatát a britek elvesztik (az amerikai függetlenségi háború során).
- 1813 – A népek csatájának vége Lipcsénél: Napóleon császár vereséget szenved a porosz–osztrák–orosz koalíció hadseregeitől.[2]
- 1845 – Drezdában bemutatják Richard Wagner operáját, a Tannhäusert.
- 1941 – A német hadsereg közeledése miatt Moszkvában kihirdetik az ostromállapotot.
- 1944 – Befejeződik az október 6-a óta tartó debreceni tankcsata a szovjet haderő győzelmével.
- 1947 – Magyarországon bevezetik a totót. E nap mérkőzéseire lehet először fogadni.
- 1950 – Tibetet megszállják (hivatalosan „felszabadítják”) a Kínai Népköztársaság csapatai.
- 1954 – A Cso-Oju csúcs (tszf. 8201 m) első megmászása.
- 1954 – A Szuezi-csatorna sorsáról brit–egyiptomi egyezményt írnak alá, ebben Nagy-Britannia  kötelezi magát, hogy 20 hónapon belül kiüríti a csatornaövezetet, Egyiptom pedig elismeri a Szuezi-csatorna nemzetközi státusát.
- 1956 – Moszkvában elrendelik a harckészültséget a Magyarországon állomásozó szovjet különleges hadtestnél és a Baltikumi Katonai Körzetbe tartozó katonai erőknél (többek között a magyar forradalom leverésében később részt vevő 7. légideszant–gárdahadosztálynál is).
- 1956 – Az Országgyűlés Honvédelmi Bizottsága döntést hoz az ún. katonai műszaki kisegítő szolgálat megszüntetéséről.
- 1960 – Az Amerikai Egyesült Államok Kubával szemben teljes kereskedelmi embargót léptet életbe.
- 1972 – Heinrich Böll megkapja az Irodalmi Nobel-díjat.
- 1977 – A Concorde szuperszonikus utasszállító repülőgép először száll le New Yorkban.
- 1977 – Megtalálják a RAF (Vörös Hadsereg Frakció) által elrabolt és meggyilkolt Hanns-Martin Schleyer holttestét. A német BDI (a Gyáriparosok  Szövetségének) elnökét szeptember 5-én rabolták el, bebörtönzött RAF-vezetők szabadon bocsátásának kikényszerítésére (sikertelenül).
- 1984 – Richter Richárd ámokfutása a Csillagbörtönben
- 1987 – Szovjet katonai helikopter csapódik a bakonyi Kék-hegynek, öt tábornok halálát okozva.[3]
- 1997 – II. János Pál pápa egyházdoktorrá avatja Lisieux-i (Kis) Szent Terézt.
- 2003 – II. János Pál pápa boldoggá avatja Teréz anyát.

## Sportesemények
Formula–1
- 1958 –  marokkói nagydíj, Ain Diab - Győztes: Stirling Moss  (Vanwall)
- 1969 –  mexikói nagydíj, Mexikóváros - Győztes: Denny Hulme  (McLaren Ford)
- 1985 –  dél-afrikai nagydíj, Kyalami - Győztes: Nigel Mansell  (Williams Honda Turbo)
- 2008 –  kínai nagydíj, Shanghai - Győztes: Lewis Hamilton  (McLaren Mercedes)

## Születések
- 1433 – Marsilio Ficino itáliai orvos, filozófus és humanista († 1499)
- 1858 – George Albert Boulenger brit zoológus és ichthiológus († 1937)
- 1862 – Auguste Lumière francia kémikus, a filmművészet és a filmgyártás úttörője († 1954)
- 1869 – Góth Sándor magyar színész, rendező, színészpedagógus († 1946)
- 1905 – Idősebb Dohy János (korábban ifjabb Göllner János) növénypatológus, tanár († 1990)
- 1910 – Subrahmanyan Chandrasekhar indiai származású amerikai Nobel-díjas fizikus († 1995)
- 1913 – Forrai Miklós magyar karmester, karnagy, zenetanár († 1998)
- 1916 – Vészi Endre Kossuth-díjas író, költő († 1987)
- 1924 – Somogyvári Pál magyar színész, a Nemzeti Színház örökös tagja († 1994)
- 1927 – Jean-Marie Bastien-Thiry francia alezredes, a De Gaulle elnök elleni merénylet szervezője († 1963)
- 1929
  - Burger Kálmán magyar kémikus, egyetemi tanár, az MTA tagja († 2000)
  - Mihail Petrovics Szimonov szovjet-orosz mérnök, repülőgép-tervező († 2011)
- 1931 – John le Carré angol író, a kémregény-irodalom egyik legismertebb alakja († 2020)
- 1932 – Krassó György magyar politikus, újságíró († 1991)
- 1937 – Rózsa János Kossuth- és Balázs Béla-díjas magyar filmrendező, érdemes művész
- 1939
  - Sándor Pál Kossuth- és Balázs Béla-díjas magyar filmrendező
  - Vu Tien-ming kínai filmrendező, producer († 2014)
- 1942 – Dr. Medgyessy Péter politikus, Magyarország miniszterelnöke
- 1945 – John Lithgow kétszeres Golden Globe-díjas amerikai színész
- 1947 – Bánsági Ildikó Kossuth-díjas magyar színésznő, a nemzet művésze
- 1948 – Krenner István grafikus, karikaturista
- 1951 – Kiss Péntek József felvidéki magyar író, rendező, tanár († 2018)
- 1953 – Janicsák István magyar zenész
- 1960 – Tunyogi Péter magyar színész
- 1962 – Evander Holyfield amerikai ökölvívó
- 1963 – Laurent belga királyi herceg II. Albert belga király második fia
- 1966 – Jon Favreau amerikai színész, rendező, forgatókönyvíró, producer
- 1969 – Trey Parker amerikai animációsfilm-rendező a „South Park” című tévésorozat egyik készítője
- 1973 – Nyári Szilvia magyar színésznő
- 1976
  - Litkai Gergely humorista, forgatókönyvíró
  - Desmond Harrington amerikai színész
- 1978 – Enrique Bernoldi (Enrique Antônio Langue de Silvério e Bernoldi) brazil autóversenyző
- 1980 – Anna-Karin Kammerling svéd úszónő, olimpiai bronzérmes
- 1981 – Heikki Kovalainen finn autóversenyző
- 1982 – Matthieu Taponier francia forgatókönyvíró, filmvágó
- 1983 – Brenton Rickard ausztrál úszó
- 1987 – Cristian Ugalde García spanyol kézilabdázó
- 1989 – Janicsák Veca magyar énekesnő
- 1990 – Pere Tutusaus spanyol motorversenyző

## Halálozások
- 1287 – VII. Bohemund antiochiai fejedelem (* 1260/62)
- 1587 – Francesco de’ Medici Toszkána nagyhercege (* 1541)
- 1678 – Samuel van Hoogstraten, a holland aranykor ismert képzőművésze (* 1627)
- 1745 – Jonathan Swift ír–angol származású író, a „Gulliver” szerzője (* 1667)
- 1813 – Józef Antoni Poniatowski lengyel herceg, francia marsall, II. Szaniszló Ágost lengyel király unokaöccse (* 1762)
- 1875 – Charles Wheatstone angol fizikus és feltaláló (* 1802)
- 1907 – Podmaniczky Frigyes báró, magyar író, politikus (* 1824)
- 1910 – Luigi Lucheni olasz anarchista, Erzsébet császárné és királyné gyilkosa (* 1873)
- 1931 – Szentgyörgyi István színész, rendező (* 1842)
- 1937 – Ernest Rutherford új-zélandi születésű amerikai Nobel-díjas atomfizikus (* 1871)
- 1943 – Camille Claudel francia szobrásznő, Paul Claudel nővére, Auguste Rodin szeretője (* 1864)
- 1953 – Lehotay Árpád magyar színész, rendező (* 1896)
- 1957 – Vere Gordon Childe ausztráliai biológus, archeológus, az egyik legnagyobb hatású őstörténész (*1892)
- 1961 – Mihail Sadoveanu román író  (* 1880)
- 1962 – Lányi Viktor Géza magyar műfordító, zeneszerző, zenekritikus (* 1889)
- 1963 – Buday Dénes magyar operettszerző, zeneszerző (* 1890)
- 1987 – Hermann Lang német autóversenyző (* 1909)
- 1987 – Jacqueline du Pré angol gordonkaművész (* 1945)
- 1988 – Son House (er.neve Eddie James House, Jr.) amerikai blues-zenész (* 1902)
- 1989 – Király István irodalomtörténész, akadémikus (* 1921)
- 1994 – Balázs Dénes földrajztudós, geológus, felfedező (* 1924)
- 1995 – Don Cherry amerikai jazz szaxofonista (* 1936)
- 1997 – Lázár István magyar író, szerkesztő, publicista, szociográfus (* 1933)
- 2001 – Kulka János karmester (* 1929)
- 2003 – Alija Izetbegović Bosznia-Hercegovina elnöke (* 1925)
- 2003 – Nello Pagani olasz autóversenyző (* 1911)
- 2007 – Mészáros András magyar karikaturista, grafikus, könyvillusztrátor, Munkácsy-díjas, érdemes művész (* 1922)
- 2010 – Tom Bosley amerikai színész, „Dowling atya” alakítója (* 1927)
- 2020 – Danyi Jenő magyar ökölvívó (1955)

## Nemzeti ünnepek, emléknapok, világnapok
- Rilai Szent János, Bulgária védőszentje ünnepe
- Albániában: Teréz anya napja